# Ahmed Jasin
Šejk Ahmed Izmail HasanJasin ( arabsko الشيخ أحمد إسماعيل حسن ياسين </link> ; junij 1936 – 22. marec 2004)  je bil palestinski politik in imam, ki je leta 1987 ustanovil Hamas, militantno islamistično in palestinsko nacionalistično organizacijo, ki je prisotna predvsem na področju Gaze.      Za ZDA, EU in druge države je Hamas teroristična organizacija.  Po ustanovitvi je prevzel vlogo duhovnega vodje organizacije. Izraelska vlada ga je označila za odgovornega za nasilno smrt več izraelskih civilistov. 
Jasin, tetraplegik, skoraj slep, je od starosti 12 let dalje zaradi športne nesreče bil priklenjen na invalidski voziček. Leta 2004, ko se je vračal domov z jutranje molitve v mestu Gaza, ga je ubil projektil, ki ga je nanj izstrelil izraelski bojni helikopter. Napad, v katerem sta bila ubita tudi njegova telesna stražarja in devet mimoidočih, je bil mednarodna skupnost obsodila.  Njegovega pogreba v Gazi se je udeležilo 200.000 Palestincev. 

## Zgodnje življenje
AhmedJasin je bil rojen v al-Juri, majhni vasici blizu mesta Aškelon v mandatni Palestini.  Datum njegovega rojstva ni znan: glede na palestinski potni list je bil rojen 1. januarja 1929, trdil pa je, da je bil v resnici rojen poleti 1936. Njegov oče AbdulahJasin je umrl, ko je bil star tri leta. Kasneje je v svoji soseski postal znan kot Ahmad Sa'ada po svoji materi Sa'ada al-Habil, da so ga ljudje lahko razlikovali od otrok drugih treh očetovih žena. Jasin je imel vse skupaj štiri brate in dve sestri. Skupaj s celo družino je med arabsko-izraelsko vojno leta 1948, potem ko so njegovo vas etnično očistile  izraelske obrambne sile, pobegnil v Gazo in se naselil v taborišču al-Šati,.  
Jasin je v Gazo prišel kot begunec. Star 12 let, si je med rokoborbo s prijateljem Abdulahom al-Katibom hudo poškodoval hrbtenico. Vrat je imel 45 dni v mavcu. Hrbtenjača je bila pri tem tako poškodovana, da je bil do konca življenja tetraplegik. Da ne bi prišlo do razkola s prijateljevo družino, jeJasin svojim sprva pravil, da se je poškodoval med športno uro, ko je s sošolci na plaži skušal salto mortale. 
Jasin se je vpisal na univerzo Al-Azhar v Kairu in tudi obiskoval predavanja, vendar je zaradi vse slabšega zdravja moral s študijem nehati. Moral se je izobraževati doma, veliko je bral, zlasti o filozofiji ter veri, politiki, sociologiji in ekonomiji. Njegovi privrženci verjamejo, da je zaradi svojega vsesplošnega znanja postal "eden najboljših govornikov na območju Gaze". V tem času je začel vsak teden pridigati po petkovi molitvi, kar je pritegnilo velike množice ljudi. 
Po letih brezposelnosti se je zaposlil kot učitelj arabskega jezika na osnovni šoli v Rimalu v Gazi. Ravnatelj Mohamad al-Šava je imel sprva pomisleke, ali ga bodo učenci zaradi njegove invalidnosti pripravljeni sprejeti. Vendar pa naj biJasin z njimi dobro ravnal in njegova priljubljenost je rasla, zlasti med bolj učenimi otroci. Njegove metode poučevanja naj bi povzročile mešane odzive med starši, ker je spodbujal svoje učence, da obiskujejo mošejo še dvakrat na teden.  Redna zaposlitev je Jasinu zagotovila finančno stabilnost in leta 1960 se je pri 22 letih poročil z eno od svojih sorodnic Halimo.  Par je imel enajst otrok.

## Vpletenost v izraelsko-palestinski konflikt
Jasin je bil aktiven soustanovitelj palestinske veje Muslimanske bratovščine.  Leta 1973 je v Gazi ustanovil islamsko dobrodelno organizacijo Mujama al-Islamija, ki jo je leta 1979 priznal Izrael  Leta 1984 so ga skupaj z drugimi zaprli zaradi podtalnega skrivnega kopičenja orožja, vendar so ga leta 1985 izpustili v okviru sporazuma Jibril.  Leta 1987 je med prvo intifado  Jasin, skupaj z Abdelom Azizom al-Rantisijem, ustanovil Hamas, prvotno kot "paravojaško krilo" palestinske Muslimanske bratovščine in postal njen duhovni vodja. 
Leta 1989 je Izrael Jasina zaradi pobojev Palestincev, ki so jih sumili, da za sodelujejo z Izraelom, aretiral in obsodil na dosmrtno ječo.  Leta 1997 so ga izpustili v okviru dogovora z Jordanijo, po neuspešnem atentatu Mosada na voditelja Hamasa Haleda Mašala.. Jasin je bil izpuščen v zameno za dva agenta Mosada, ki so ju aretirale jordanske oblasti, pod pogojem, da ne bo več pozival k samomorilskim bombnim napadom na Izrael.  New York Times je takrat poročal o njegovem slabem zdravju: "Šeik Ahmad Jasin , duhovni vodja Hamasa, nazaj doma v Gazi, potem ko ga je Izrael izpustil; je tako slaboten, da lahko pije le s pomočjo." 
Potem ko so ga izpustili, je Jasin ponovno prevzel vodstvo Hamasa. Takoj je začel pozivati k napadom na Izrael, tudi na samomorilske atentate, s čimer je kršil pogoj za izpustitev.  Prizadeval si je tudi za ohraniti odnose s palestinskimi oblastmi, saj je menil, da bi spopadi med obema skupinama škodovali interesom palestinskega ljudstva.  Oblasti so za Jasina občasno odredile hišni pripor. Vsakič so ga konec koncev izpustili , pogosto po daljših demonstracijah njegovih podpornikov. Jasin je kritiziral izid vrha v Aqabi leta 2003. Njegova skupina je sprva razglasila začasno premirje z Izraelom. Vendar pa je julija 2003 premirje razpadlo, potem ko je Hamasov samomorilski bombni napad na jeruzalemski avtobus umoril 21 ljudi. Izraelske sile so za povračilo ubile dva člana Hamasa. 
6. septembra 2003 je F-16 izraelskih zračnih sil (IAF) izstrelil več raket na stavbo v mestu Gaza Jasin je bil takrat v stavbi, vendar je bombe preživel.  Izraelski uradniki so pozneje potrdili, da je bil tarča napada. Njegove poškodbe so zdravili v bolnišnici Šifa v mestu Gaza Jasin je medijem odgovoril, da bo "čas dokazal, da Hamasa z umori ni mogoče uničiti. Voditelji Hamasa želijo postati mučeniki in smrti se ne bojijo Džihad se nadaljuje in odpor se bo nadaljeval, dokler ne bomo zmagali ali pa postali mučeniki." 
Jasin je nadalje obljubil, da bo Hamas Izraelu dal "nepozabno lekcijo" zaradi poskusa atentata. Jasin se ni poskušal obvarovati pred nadaljnjimi poskusi njegovega življenja ali skriti svoje lokacije. Novinarji so Jasin a včasih obiskali na njegovem domu v Gazi, vzdrževal je tudi vsakodnevni vzorec dejavnosti, med drugim so ga vsako jutro v vozičku prepeljali do bližnje mošeje.
Izraelska vojska je sumila, da je samomorilski bombni napad Rima Rijašija na prehodu Erez 14. januarja 2004, v katerem so bili ubiti štirje civilisti, neposredno ukazal Jasin Jasin je izjavil, da je samomorilski atentator samo izpolnjeval svojo "obveznost" džihada,  Namestnik izraelskega obrambnega ministra pa ga je zavrnil z javno izjavo, da je Jasin "zaznamovan za smrt" Jasin je zanikal kakršno koli vpletenost v napad. 

## Atentat
Jasin a so ubili v izraelskem napadu 22. marca 2004. Ko so ga v vozičku peljali domov z zgodnje jutranje molitve v mestu Gaza,  je izraelski bojni helikopter AH-64 Apache izstrelil rakete Hellfire na Jasin a in oba njegova telesna stražarja. Pred napadom so jih preletela izraelska letala F-16 letela, da bi zakrijejo hrup bližajočih se helikopterjev. Jasin je vsako jutro vedno šel po isti poti mošejo v soseski Sabra, daleč od njegovega doma. 
Jasin in njegovi telesni stražarji so bili takoj mrtvi, tako tudi devet drugih slučajno prisotnih ljudi   Ranjenih je bilo 12 ljudi, med njimi dva Jasinova sinova. Jasin ov namestnik Abdel Aziz al-Rantisi je po atentatu postal vodja Hamasa, a so kmalu zatem ubili tudi njega. 

## Poglej tudi
- Muslimanska bratovščina